# Волков, Александр Лукич
Алекса́ндр Луки́ч Во́лков (карел. Aleksandr Lukič Volkov; 25 декабря 1928, Эссойла, Карелия, СССР — 4 апреля 2020, Петрозаводск, Россия) — советский, карельский поэт, писатель, переводчик, лесоруб, народный писатель Республики Карелия.

## Биография
Александр Лукич Волков родился 25 декабря 1928 года в деревне Эссойла КАССР (ныне — Пряжинский район Республики Карелия) в многодетной крестьянкой семьи. В 1937 году его отца репрессировали по ложному доносу и мать одна растила шестерых детей.
В годы Советско-финской войны (1941—1944) семья была эвакуирована в Свердловскую область, где Александр начал трудовую деятельность грузчиком. После возвращении в Карелию работал конюхом в колхозе, затем — лесорубом.
В 1948—1988 годах, после окончания Петрозаводского кооперативного техникума, работал в организациях советской торговли, избирался Председателем Комитета профсоюзов Карело-Финской ССР, депутатом Петрозаводского городского совета. С 1966 года по 1991 год возглавлял «Кареллесторг».
В 1959 году окончил Карельский государственный педагогический институт. В этом же году были опубликованы его первые стихи, в 1966 году, по итогам конкурса газеты «Oma Mua», его стихи на карельском языке были удостоены премии.
В 1993 году вышла первая книга стихов — «Маленькая Дессойла» на русском языке, а в 1997 году эта книга «Pieni Dessoilu» вышла на ливвиковском диалекте карельского языка.
В 1998 году стихотворение «Igaine tuli» («Вечный огонь») стало победителем конкурса «Лучшее произведение на карельском и вепсском языках» среди журналистов и литераторов.
C 1990-х годов руководит литературным объединением «Карьялайне сана» («Карельское слово»).
С 2000 года — член Союза писателей РФ.
Автор переводов на карельский стихов А. С. Пушкина, А. Блока, А. Ахматовой, А. Твардовского и других русских поэтов.
В 2001 году его книга «Vellen suvain» («Сердце брата») удостоена диплома «Книга года Республики Карелия» и премии Главы Республики Карелии. В 1999—2001 годах возглавлял Союз карельского народа.
В 2013 году вышла в свет книга «Как слово наше отзовётся», посвящённая 85-летию поэта.
Лауреат премии «Сампо».
Умер 4 апреля 2020 года в Петрозаводске на 92-м году жизни. Похоронен в родной Эссойле.

## Награды и звания
- Орден Трудового Красного Знамени
- Заслуженный работник торговли Карельской АССР (1966)
- Почётная грамота Президиума Верховного Совета Карельской АССР (1968)
- Заслуженный работник торговли РСФСР (1986)
- Почётная грамота Президиума Верховного Совета РСФСР (1989)
- Медаль ВДНХ СССР
- Отличник советской торговли
- Орден «Знак Почёта» (1981)
- Лауреат года Республики Карелия (1999, 2006, 2009[13], 2018[11])
- Заслуженный работник культуры Республики Карелия (2003)[2]
- Почётный житель Пряжинского муниципального района (2008)[2]
- Народный писатель Республики Карелия (2013)[14]
- Медаль «300-летие М. В. Ломоносова»[13]
- Медаль «К 200-летию со дня А. С. Пушкина»
- Медаль финляндской православной церкви «За заслуги» (за участие в переводе Нового Завета на ливвиковское наречие)
- Человек года Республики Карелия 2013 г.[15][16]
- Медаль «100-летие А. Т. Твардовского» (2011)[17]
- премия Главы правительства Республики Карелия «Сампо» (2007)[2][18]
- Народный писатель Республики Карелия.

## Сочинения
- Volkov, A. Pieni Dessoilu: runot, kiännökset/ Aleksandr Volkov. -Petroskoi: [s. n.], 1997. −80 s.: kuv.; 17 sm. -Текст карел. -ISBN5-7378003-2. (кар.)
- Volkov, A. Ven’an runotlivvinkielel/ Aleksandr Volkov. -Petroskoi: [s. n.], 1998. −95 s.: kuv.; 17 sm. -Текст карел. -ISBN 5-7378-0010-5. (кар).
- Volkov, A. Vellensuväin/ Aleksandr Volkov; Taitto N. Truhin; Algusana A. Mišin. -Petroskoi: Periodika, 2001. −159 s.: kuv.; 21 sm. -Текст карел. — ISBN 5-88170-067-8. (кар.)
- Volkov, A. Järvet Karjalan: valitut runot / Aleksandr Volkov; Alkul. A. Mišin. Petroskoi: Periodika, 2003. −126 s.; 16 cm. — Текст карел. -ISBN 5-88170-111-9. (фин.)
- Volkov, A. Venehes: valitut runot, kiännökset / Aleksandr Volkov; [предисл.: Армас Мишин]. -Petroskoi: Periodika, 2008. 206, [1] s.: kuv.; 17 cm. -Текст карел. (ливвик. наречие). -Пер. загл.: В лодке. — ISBN 978-5-88170-184-0 (кар.)
- Volkov, A.). Hilissügis / Aleksandr Volkov; [tolkinud karjala keelest Jaan Oispuu, vene keelest Arvo Valton. -Tallinn: Kirjastuskeskus, 2009. −62, [2] s.: valok.; 17 cm. -(Väikeste rahvaste suur kirjandus). -Текст эст. -ISBN 978-9949-445-20-2. (кар.)
- Volkov, A. Raštavan tiähti: [сборник] / Aleksandr Volkov. -Petroskoi: КнигоГрад, 2013. −222, [1] c., [10] л. портр. -ISBN 978-5-9631-0226-8.
- Волков, А. Л. Маленькая Дессойла. -Петрозаводск: Б. и., 1993. — 55с.; 16с. -ISBN 5-87336-323-4.
- Волков, А. Л. Вечный огонь / Александр Волков. -Петрозаводск, 2000. −103 с.: ил. 22 см. — ISBN 57378-00-30-X.
- Волков, А. Л. Поздняя осень: [избр. стихи] / Александр Волков; Худож. В. Х. Лукконен. -Петрозаводск, 2003. −111 с.: портр.; 17 см -ISBN 5-7378-0076-8.
- Волков, А. Л. Слово о ливах: [стихи] / Александр Волков. -Petroskoi, 2004. 23 с.; 20 см. Текст карел., рус., лив., эстон., фин., коми. -ISBN 5-7378-0063-6.
- Волков, А. Л. Тихое небо: стихи / Александр Волков; [пер. с карел.: А. Расторгуев, О. Мошников, А. Мишин; худож. З. В. Волкова]. — Петрозаводск: [б. и.], 2008. −157 с.: ил., портр.; 157 см -ISBN 978-5-7378-0090-1.
- Волков, А. Л. Земля Карелия: [стихи] / А. Волков. -Петрозаводск: Острова, 2013. −79, [1] с.: ил., фот.; 21 см -Текст парал. рус., карел. -Авт. также на карел. яз.: A. Volkov. -Другие произведения авт. на 4-й с. обл. -ISBN 978-5-98686-046-6.
- Volkov, A. Uuzi paidu: [kerdomus] / Aleksandr Volkov // Carelia. −2009. -No 12. -S. 151—152. -ISSN 0868-6513. -Текст карел.
- Volkov, A. Karjalan kansan suuri ystävä [Pertti Virtaranta] ja hänen suuri sanakirjansa / Aleksandr Volkov // Carelia. −2010. -No 2. -S. 140—142. -ISSN 0868-6513. -Текст фин.
- Volkov, A. «Lähihistoria»: Neuvostoliiton kansannäyttelijän Anatoli Papanovin muistoksi / Aleksandr Volkov // Carelia. -Петрозаводск, 2011. -No 2. -S. 150—155. -ISSN 0868-6513. -Текст фин.
- Волков, А. Л. Деды / Александр Волков. -Петрозаводск: Острова, 2013. −63 с.: ил. -ISBN 978-5-98686-054-1.
- Balmont, K.Elaijan viizahus, valdu / Konstantin Balmont; venäs kiändi Aleksandr Volkov Carelia.-1998.-N 8.-S 118.-Текст. карел.
- Rubtsov, N .Leiby. Peldoloin tiähti. / Nikolai Rubtsov; kiändi karjalakse Aleksandr Volkov // Carelia.-1998.-N 4.-S. 59. -Текст. карел.
- Majakovskii, V. Mibo ylen hyvä on, mibo ollou paha? / Vladimir Majakovskii; kiändi karjalakse Aleksandr Volkov // Kipinä.-1999.-N 3.-S.14-15. -Текст. карел.
- Turgenev, I. Matkas. / Ivan Turgenev; venäs kiändänyh Aleksandr Volkov // Carelia.-1999.-N 8.-S 152. -Текст. карел.
- [Runoja] / Bulat Okudzhava, Velimir Hlebnikov, Aleksanrs Tvardovski, leksandr Prokofjev, Sergei Orlov, Mihail Isakovski; kiändi karjalakse Aleksandr Volkov // Carelia.-2000.-N 9.-S.140-144. -Текст. карел
- Bella Ahmadulina. / Bella Ahmadulina; karjalakse kiändi Aleksandr Volkov // Carelia. −2001.-N 5.-S. 138. -Текст. карел.
- [Runoja] / Vladimir Morozov. Oleg Moshnikov. Dmitri Veresov; karjalakse kiändänyh Aleksandr Volkov // Carelia.-2001.-N 12.-S. 151—153. -Текст. карел.
- Vysotski, V. Savutoi kylyine: [runo] / Vladimir Vysotski; kiändi livvikse Aleksandr Volkov // Carelia. −2006. -No 12. -S. 143—144. -Текст. карел.
- Дерево песен: антология поэзии Карелии / Александр Волков. — Петрозаводск: Острова, 2009. — С. 67-68.